# Luke Nevill
Luke Alexander Nevill (Perth, 19 febbraio 1986) è un ex cestista australiano.

## Carriera
Con l'Australia ha disputato i Campionati oceaniani del 2013.